# Libyan Airlines
Libyan Airlines (Arabisch: الخطوط الجوية الليبية, al-Chuṭūṭ al-dschawwiyya al-lībiyya) is de nationale luchtvaartmaatschappij van Libië.

## Geschiedenis
Libyan Airlines is opgericht in 1964 als Royal Libyan Airlines en volgde Libiavia op. In 1965 werd de naam gewijzigd in Kingdom of Libya Airlines. Na de machtsomwenteling werd de naam in 1969 omgezet in Libyan Arab Airlines.

## Vloot
De vloot van Libyan Airlines bestaat uit (december 2016):
- 3 Airbus A320-200
- 3 Airbus A330-200
- 2 ATR 42-500